# Густав Адолф фон Насау-Идщайн
Густав Адолф фон Насау-Идщайн (на немски: Gustav Adolf von Nassau-Idstein; * 14 февруари 1632, Вайлбург; † 1 август 1664, Сентготхард) е наследствен граф на Насау-Идщайн и императорски офицер. Той става католик.

## Живот
Той е най-възрастният син на граф Йохан фон Насау-Идщайн (1603 – 1677) и първата му съпруга му маркграфиня Сибила Магдалена фон Баден-Дурлах (1605 – 1644), дъщеря на маркграф Георг Фридрих фон Баден-Дурлах.
През 1660 г. Густав Адолф става полковник в императорската войска. Той отива да се бие през войната против турците 1663/1664 г. и е убит в битката при Сентготхард (Унгария).
Густав Адолф умира неженен преди баща си на 1 август 1664 г.